# ドミニク・ハワード
ドミニク・ハワード（本名: Dominic James Howard、1977年12月7日 - ）は、イギリスのミュージシャン。1994年からミューズのドラムを担当。
イングランド・グレーター・マンチェスターのストックポートで生まれ、8歳ごろに家族とともにデヴォン・テインマスに移住。12歳ごろ、学校で演奏していたジャズ・バンドに触発されてドラムを始める。
学生時代にバンド「Carnage Mayhem」を結成し、友人のマット・ベラミーがのちに加入。ベーシストが脱退し、ドラマーとして活動していたクリス・ウォルステンホルムにベーシストへの転向を依頼し、1994年に3人でバンド「Gothic Plague」を結成。その後「Rocket Baby Dolls」名義での活動を経て、バンド名を「ミューズ」に改名。
2013年にJason Hill、マーク・ストーマー、ニック・ファイフ、マーズ・ヴォルタの元ドラマーであるDave Elitchらが参加したグループVicky Cryerにドラマーとして参加した。